# Figuração livre
Figuração livre é um movimento artístico do início dos anos 1980, aparecido em reacção à arte minimalista e conceptual.
Em vários países, jovens artistas propõem uma pintura figurativa e colorida: Neoexpressionistas ou Novos fauves na Alemanha, transvanguarda na Itália, bad painting nos Estados Unidos, figuração livre na França. Este movimento frequentemente é associado ao fenómeno do graffiti. A paternidade da denominação "figuração livre" é, às vezes, atribuída ao artista Ben.
A figuração livre é caracterizado incumprimento de regras clássicas,  utilização de materiais diversos e cores divergentes. A sua inspiração é de ordem popular, inspirada por imagens dos meios de comunicação social, TV, informática, BD, Belas Artes... Este movimento foi muito mediatizado nos anos 1980, com figuras notáveis como Rémi Blanchard, François Boisrond, Robert Combas, Richard e Hervé Di Rosa.
Pioneiros do movimento: o grupo Bazooka, Olívia TV Clavel, os Irmãos Ripoulin, Francky Boy, Speedy Graphito, os VLP, Nuklé-Art, Kriki, Kim Prisu,  Capitain Caverne, placide e Muzo, Frédéric Voisin, Paëlla Chimicos, banlieue banlieue, Jérôme Mesnager, Blek le Rat, Etherno, Marie Roufet ou Gérard Zlotrykamien” são associados a este termo Figuração livre.

## Nova Figuração

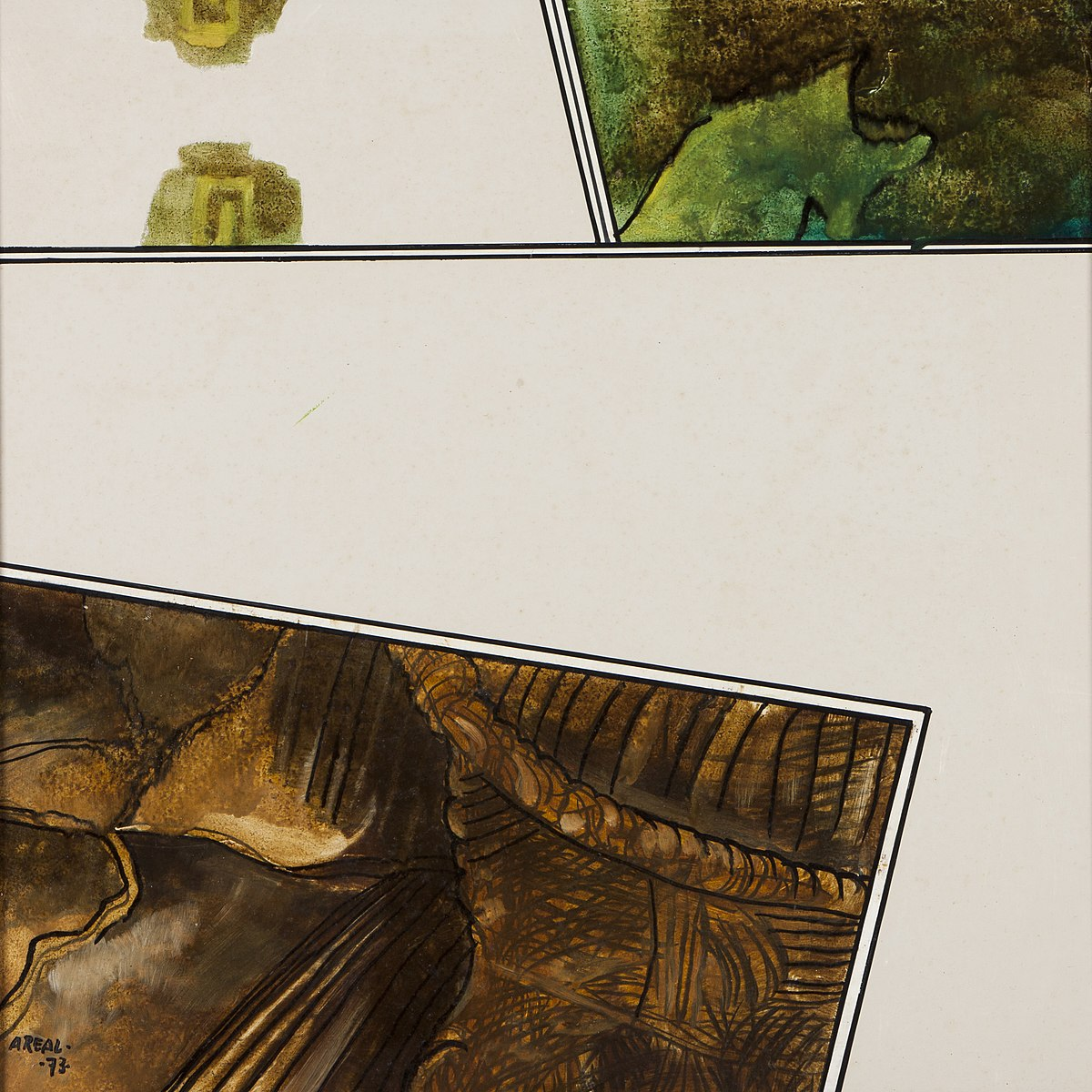
António Areal, Sem título (1973)

No fim da década de 1970 e princípio da década de 1980, começa a existir um movimento de regresso à figuração, depois do abstraccionismo. Este movimento, a Nova figuração, teve tantas denominações como os diferentes países onde surgiu: Novos Expressionistas ou Novos Fauves na Alemanha, Trans-Vanguarda em Itália, Bad-Painting nos Estados Unidos e Figuração livre em França. Em comum, o já referido regresso à pintura-pintura, ao cavalete, à paleta, aos pincéis, às cores acrílicas e óleo. 
Os artistas representantes deste movimento, demonstraram um retorno às preocupações político-sociais, à questão da sexualidade, ao humor, às expressões mais populares, sendo estas transmitidas para a tela. Dão primazia à figuração, à fantasia, à liberdade de expressão com formas familiares em vez da abstracção e do conceito. Antecendo este movimento, destaca-se o pintor português António Areal.
Esta nova forma de expressão está directamente relacionada com alguns dos movimentos estéticos anteriores, tais como o expressionismo, o grupo Co.Br.A. (Copenhaga, Bruxelas, Amesterdão), a denominada Arte Bruta ou mesmo a arte popular, ao mesmo tempo que vai buscar a sua inspiração à cultura dos jovens, à cultura popular dos mass-media, a Banda Desenhada, à música rock, a TV ou as Belas Artes. Enfim a toda uma multidão de cultura emergente que serve de base a este movimento. 
Neste contexto, importa também destacar, a cultura da arte de rua ou a arte urbana à qual as novas figurações estão directamente ligadas: o graffiti, os Tags), os Pochoirs (técnica em que o negativo de um desenho ou fotografia é afixado numa parede). Jean-Michel Basquiat e Keith Haring são os mais ilustres representantes deste movimento nos Estados Unidos.